# 民主捍衛者聯盟黨
民主捍衛者聯盟黨（Alliance for Defenders of Democracy Party）是亞美尼亞的共和國黨和基民重生黨之間政黨聯盟。 是亞美尼亞的親歐盟政黨之一。於2021年提前大選前時成立